# Ford A-Series

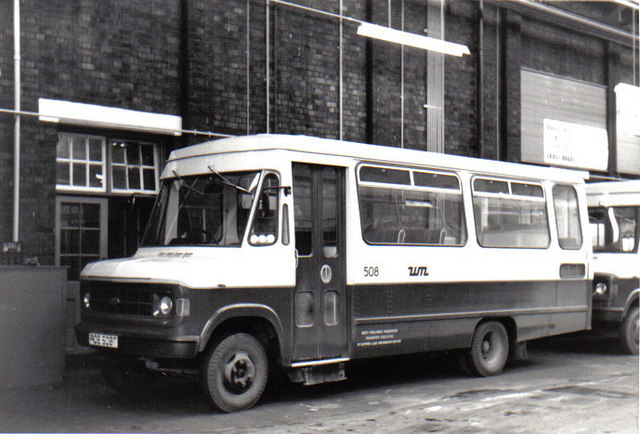
Автобус

Ford A-Series — малотоннажный грузовой автомобиль, выпускаемый компанией Ford с 1973 по 1983 год. Вытеснен с конвейера моделями Ford Transit и Iveco Daily.

## История
В 1967 году компания Ford приняла решение провести исследование автомобилей полной массой от 3,5 до 7 тонн. Решение было принято в 1970 году, а в начале 1971 года началась разработка автомобилей Ford A-Series.
Дебют автомобиля Ford A-Series состоялся на Франкфуртском автосалоне 13 сентября 1973 года. Всего было произведено более 350 экземпляров для стран с левосторонним и правосторонним движение. Модель тесно связана с Ford Transit.
Производство завершилось в 1983 году.